# ادی کنوپفر
ادی کنوپفر (آلمانی: Edy Knupfer; ۱۱ ژوئیهٔ ۱۹۱۲ – ۲۸ نوامبر ۱۹۷۹) معمار اهل سوئیس بود.
از افتخارات وی میتوان به کسب مدال نقره طراحی شهری در بخش مسابقات هنری بازی‌های المپیک تابستانی ۱۹۴۸ اشاره کرد.